# 杉ノ町
杉ノ町（すぎのちょう）は、愛知県名古屋市東区の地名。

## 歴史

### 町名の由来
清洲越し以前には当地に富士浅間社があり、その境内に杉の大木があったという。この木にちなむ地名である。この杉は、名古屋城築城に際して浅野幸長が伐るよう命じたが、斧が木に触れることができなかったため、富士浅間神社を名古屋城の西にある巾下の地に遷した上で、伐採されたという。

### 沿革
- 1878年（明治11年）12月28日 - 名古屋区高岳町・富士塚町・下竪杉町[注釈 1]・武平町・久屋町のそれぞれ一部により、同区杉ノ町が成立する[3]。
- 1889年（明治22年）10月1日 - 名古屋市成立により、同市杉ノ町となる[3]。
- 1908年（明治41年）4月1日 - 東区成立により、同区杉ノ町となる[3]。
- 1944年（昭和19年）2月11日 - 栄区成立により、一部が同区杉ノ町となる[3]。
- 1945年（昭和20年）11月3日 - 栄区廃止により、栄区杉ノ町が中区に編入される[3]。
- 1946年（昭和21年）4月15日 - 中区杉ノ町が東区に編入され、同区杉ノ町に合流する[3]。
- 1976年（昭和51年）1月18日 - 東区泉一丁目・泉二丁目にそれぞれ編入され消滅[3]。